# Mauve
Mauve is een lichtpaarse kleur. Het is ook de oorspronkelijke naam van de kleurstof mauveïne.
Mauveïne werd in 1856 ontdekt door de scheikundige William Henry Perkin. De kleurstof kreeg in 1859 in Engeland de naam 'mauve', waarna chemici hem later mauveïne noemden. De kleur is genoemd naar kaasjeskruid (van het geslacht Malva, in het Frans 'mauve' genoemd).
De kleur mauve lijkt een bleke tint magenta met iets meer grijs en blauw. Mauve wordt soms ook als bleek violet omschreven.

## Uitspraak
Volgens Van Dale wordt mauve uitgesproken als /movə/  en mauveïne als /movejinə/.
primaire kleur · secundaire kleur · tertiaire kleur · complementaire kleur · kleurencirkel · partitieve kleurmenging · kleurcontrast · kleurtemperatuur

kleurcodering · kleurruimte · CIELAB · CMYK · HSL/HLS · HSV/HSB · HTML-kleuren · NCS · Pantone PMS · RAL · RGB · YIQ · YUV · YPbPr